# Formica pyrenaea
Formica pyrenaea är en myrart som beskrevs av Jean Bondroit 1918. Formica pyrenaea ingår i släktet Formica och familjen myror. Inga underarter finns listade i Catalogue of Life.